# Utlandsskuld
Utlandsskuld är hela nationens skuld för att täcka underskott i bytesbalansen, det vill säga när importvärdet är större än exportvärdet. Här lånar man från omvärlden. Utlandsskulden innefattar inte bara staten utan även den privata sektorn. Sverige har haft ett överskott i bytesbalansen sedan 1995 och därmed har utlandsskulden minskat under den här tiden.  
Det förekommer ofta en viss begreppsförvirring mellan statsskulden och utlandsskulden.
Statsskulden är vad staten lånat för att täcka underskott i statsbudgeten. Så fort statens utgifter är större än inkomsterna måste man låna och statsskulden växer.